# Vevean Oviette
Vevean Oviette, geb. Emma (Emmy) Juliana Schwarzbauer (* 31. März 1902 in Graz; † 14. November 1986 ebenda), war eine österreichisch-US-amerikanische Malerin und Grafikerin.

## Leben
Emma Juliana Schwarzbauer war eine Tochter des Magistratsbediensteten Martin Schwarzbauer und dessen Ehefrau, der Masseurin Anna Schwarzbauer. Sie besuchte das Gymnasium der Ursulinen in ihrer Geburtsstadt Graz und war dann als Korrespondentin für eine Bank in Belgrad tätig.
1934 emigrierte sie in die USA, wo sie den Namen Vevean Oviette annahm. Sie arbeitete als Kinder- und Stubenmädchen, als Schauspielerin einer Theatergruppe, Mannequin und Malermodel, bevor sie sich in relativ fortgeschrittenem Alter der Malerei zuwandte.
Von 1938 bis 1940 studierte Vevean Oviette an der Franklin School of Fine and Applied Arts in New York. Anschließend arbeitete sie als Illustratorin für Zeitungen in Dallas. Von 1942 bis 1944 absolvierte sie ein Studium der Malerei bei William Barnett an der Art Students League of New York. 1944 bis 1945 erhielt sie in New York Privatunterricht in Ölmalerei bei Fernand Léger, der bedeutenden Einfluss auf ihre weitere künstlerische Entwicklung nahm. 1946/1947 studierte sie grafische Techniken bei Stanley William Hayter, sowohl in New York und als auch in dem von ihm gegründeten Atelier 17 in Paris. 1947 bis 1949 vertiefte sie ihre Kenntnisse in Lithografie bei Adja Yunkers (1900–1983) in New York.
Reisen führten Vevean Oviette ab Ende der 1940er Jahre nach Kanada, Nordamerika, Mexiko, Frankreich, England und Italien. Zum Natur-Studium hielt sie sich längere Zeit an der Côte d’Azur auf. Die Jahre 1951 bis 1954 verbrachte sie in Graz. Dort schloss sie Freundschaften mit den Künstlern Gottfried Fabian und Kurt Weber. 1954 erlernte sie die Kupferstichtechnik und studierte Aktzeichnen an der Académie de la Grande Chaumière in Paris. Im gleichen Jahr fand eine ihr gewidmete Einzelausstellung in der Secession Wien statt.
Anschließend ging Vevean Oviette wieder nach New York und lehrte dort von 1955 bis 1960 an der Parsons School of Fine and Applied Arts. Zudem war sie als Modezeichnerin für die Vogue tätig. Sie stellte in New Yorker Galerien aus und konnte eine Reihe von Werken an das Brooklyn Museum verkaufen. Von 1960 bis 1962 hatte sie einen Lehrauftrag am Woodbury-College in Los Angeles.
1962 kehrte Vevean Oviette (unter Beibehaltung ihrer 1945 erworbenen US-amerikanischen Staatsbürgerschaft) endgültig nach Graz zurück. Dort wirkte sie als freischaffende Künstlerin. Bei Kunstdiskussionen setzte sie sich nachhaltig für die Moderne ein und beeinflusste in deren Sinne die Grazer Kunstszene. Ihre Werke wurden wiederholt im Rahmen von Einzelausstellungen unter anderem in der Neuen Galerie Graz gezeigt, zuletzt posthum 2007 unter dem Titel „Vevean Oviette – eine Wegbereiterin der Moderne in Graz“. Von 1950 bis 1977 war Vevean Oviette Mitglied der Künstlervereinigung Sezession Graz. Außerdem gehörte sie der Vereinigung Der Kreis an. 1977 war sie Gründungsmitglied der Gruppe 77, ein von Gottfried Fabian initiierter Kunstverein, der sich von der Sezession Graz distanzierte und Offenheit für neue künstlerische Entwicklungen propagierte. Sie erhielt verschiedene Auszeichnungen, unter anderem zwei Silbermedaillen der Stadt Graz und den Würdigungspreis des Landes Steiermark für bildende Kunst. 1978 wurde ihr der Professorentitel verliehen.
Vevean Oviette starb 1986 im Alter von 84 Jahren in Graz.

## Werk
Vevean Oviette thematisiert in ihren Grafiken und (grafisch orientierten) Ölbildern vor allem die Natur und den menschlichen Körper, den sie durch lineare Figuren und Strukturen darstellt. Bekannt ist sie insbesondere für Motive, die wie serielle Bewegungsstudien des menschlichen Körpers wirken. Bis in die 1960er Jahre schuf sie jedoch auch gegenstandslose, an Drip Paintings erinnernde Aquarelle. Ihre zumeist abstrakten Holzschnitte gestaltet sie vornehmlich durch koloristische Mittel. Zum Teil zeigen ihre Arbeiten die Auseinandersetzung mit Informel und abstraktem Expressionismus, jedoch lässt sich ihr Werk keiner Stilrichtung abschließend zuordnen.
Werke von Vevean Oviette befinden sich unter anderem in den Sammlungen der Neuen Galerie Graz, Albertina, Artothek des Bundes, Brooklyn Museum und National Gallery of Art.
Werke (Auswahl)
- Frauenkopf (nach Selbstporträt), ca. 1948, Lithografie auf Büttenpapier, 58 × 40,3 cm, Neue Galerie Graz
- Kopfstudie (Selbstporträt), ca. 1948/1949, Lithografie auf Büttenpapier, 58 × 45,9 cm, Neue Galerie Graz
- Sitzender Frauenakt, ca. 1949, Kreide auf Papier, 48,4 × 31,3 cm, Neue Galerie Graz
- My New York Window, 1949, Lithografie auf Büttenpapier, 56,2 × 43,4 cm, Neue Galerie Graz
- Sitzendes Mädchen, 1949, Radierung, 22,5 × 15 cm, National Gallery of Art[6]
- Still Life, 1949, Lithografie auf Papier, 29,6 × 20 cm, Signatur rechts unten „Oviette“, 1949 Brooklyn Museum[7]
- Landschaft: Ligurien, Cote d'Azur, 1950, Kreide, 41,8 × 56,4 cm, Albertina[8]
- Selbstporträt, 1950er Jahre, Öl auf Malkarton, 51 × 41 cm, Galerie Kunst und Handel, Graz
- Komposition (Chimäre), 1952, Öl auf Leinwand, 51 × 61,5 cm, Neue Galerie Graz
- The Dance – Variation II, 1958, Holzschnitt auf Papier, 59,7 × 44,5 cm, Brooklyn Museum
- Beach Scene, 1958, Farbholzschnitt, 48 × 55 cm, Albertina
- Gesichtsstudie (Selbstporträt), 1965, Tusche auf Transparentpapier, 24,4 × 28,7 cm, Neue Galerie Graz
- Augenstudie (Selbstporträt), 1965, Tusche auf Transparentpapier, 20 × 28,6 cm, Neue Galerie Graz
- Schreitende, Variation I, 1968, Öl auf Hartfaserplatte, 100 × 80 cm, Neue Galerie Graz
- Schreitende, 1975, Siebdruck auf Papier, 3-teilig, 69,6 × 61 cm, 69,9 × 61 cm, 55,5 × 49,9 cm, Artothek des Bundes
- Gelbe Schreitende, Öl auf Leinwand, 116 × 100 cm, Artothek des Bundes[9]

## Ausstellungen (Auswahl)

### Einzelausstellungen
- 1947, 1975, 1985: Galerie Moser, Graz
- 1948: Argent Gallery, New York
- 1950, 1967, 1981, 2007 (Vevean Oviette – eine Wegbereiterin der Moderne in Graz), Neue Galerie Graz
- 1954: Secession Wien
- 1954: Schaefer Gallery, New York
- 1976: Galerie H., Graz
- 1983: ORF-Landesstudio, Graz

### Ausstellungsbeteiligungen
- 1949–1950, 1955, 1958: Brooklyn Museum, New York
- 1952 Graphik-Wettbewerb, Tiroler Kunstpavillon
- 1952, 1953: Künstlerhaus Salzburg
- 1952–1953, 1964, 1973, 1977: Künstlerhaus Graz
- 1953, 1968, 2020 (Ladies first! Künstlerinnen in und aus der Steiermark 1850–1950), Neue Galerie Graz
- 1954–1955: Künstlergruppe Der Kreis, Wien
- 1958: Pasadena Art Museum, Kalifornien
- 1963: Trigon 63, Graz
- 1981: Der Kreis, Historisches Museum Wien
- 1984: Gruppe 77 in der Secession Wien
- 1984: Brennpunkt Frauen, Graz

## Auszeichnungen
- 1949, 1950: Ankaufspreis Brooklyn Museum, New York
- 1950, 1957: Ehrenpreis Philadelphia Print Club
- 1966, 1970: Kunstpreis der Stadt Köflach
- 1968: Kunstpreis des Landes Steiermark
- 1968, 1972: Silbermedaille der Stadt Graz
- 1974: Preis der Steiermärkischen Landesregierung beim Kunstpreis der Stadt Köflach
- 1975: Würdigungspreis des Landes Steiermark für bildende Kunst
- 1978: Professorentitel[1]